# Nicella pustulosa
Nicella pustulosa is een zachte koraalsoort uit de familie Ellisellidae. De koraalsoort komt uit het geslacht Nicella. Nicella pustulosa werd in 1909 voor het eerst wetenschappelijk beschreven door Thomson & Simpson. 